# Hyobanche robusta
Hyobanche robusta är en snyltrotsväxtart som beskrevs av Schönl.. Hyobanche robusta ingår i släktet Hyobanche och familjen snyltrotsväxter. Inga underarter finns listade i Catalogue of Life.